# CSKA-AD Sofia
Le CSKA-AD Sofia un club féminin bulgare de basket-ball basé à Sofia, et section du club omnisports du CSKA Sofia.

## Palmarès
International
- Adriatic League : 2007

National
- Champion de Bulgarie : 2007